# Cormac mac Cuilennáin

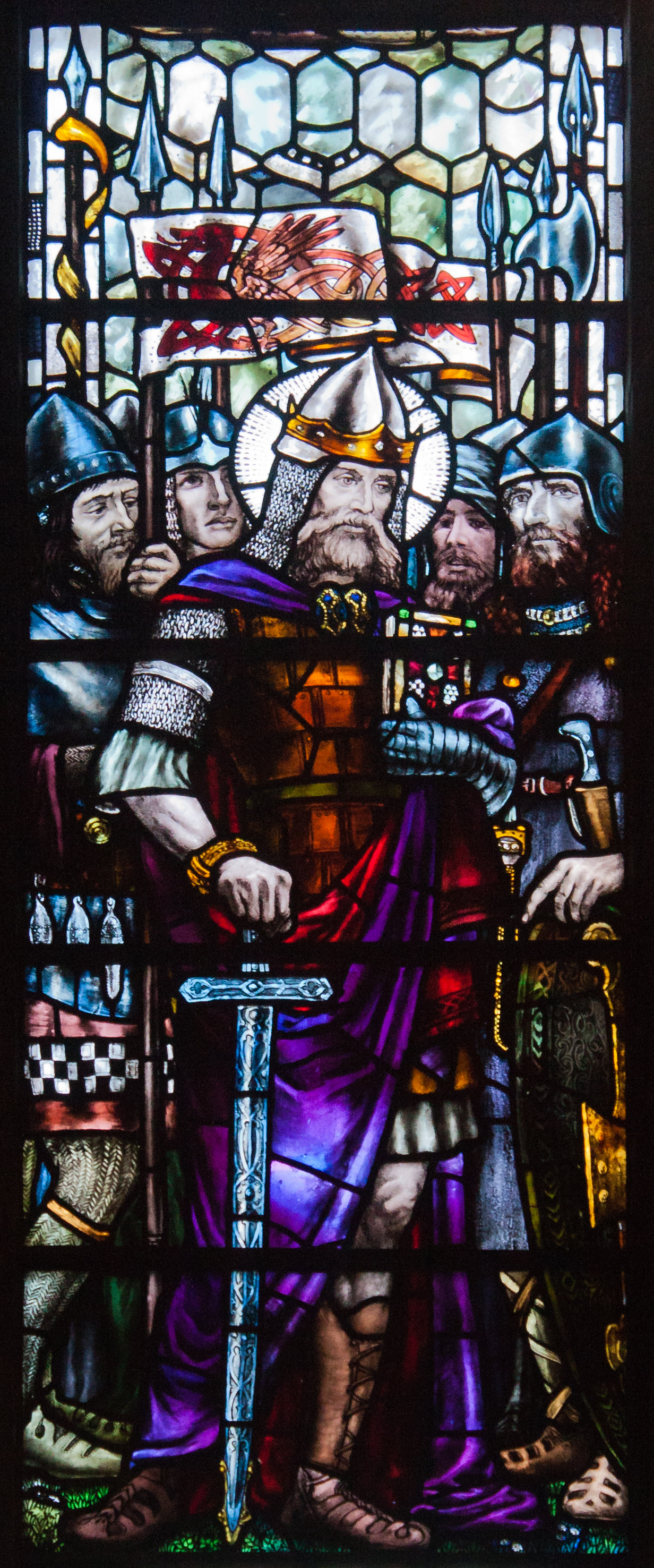
Cormac mac Cuilennáin raffigurato in una vetrata della Cattedrale di San Patrizio, opera degli artisti dell'An Túr Gloine.

Cormac Mac Cuilennáin (... – 13 settembre 908) è stato un vescovo irlandese e re del Munster.

## Biografia

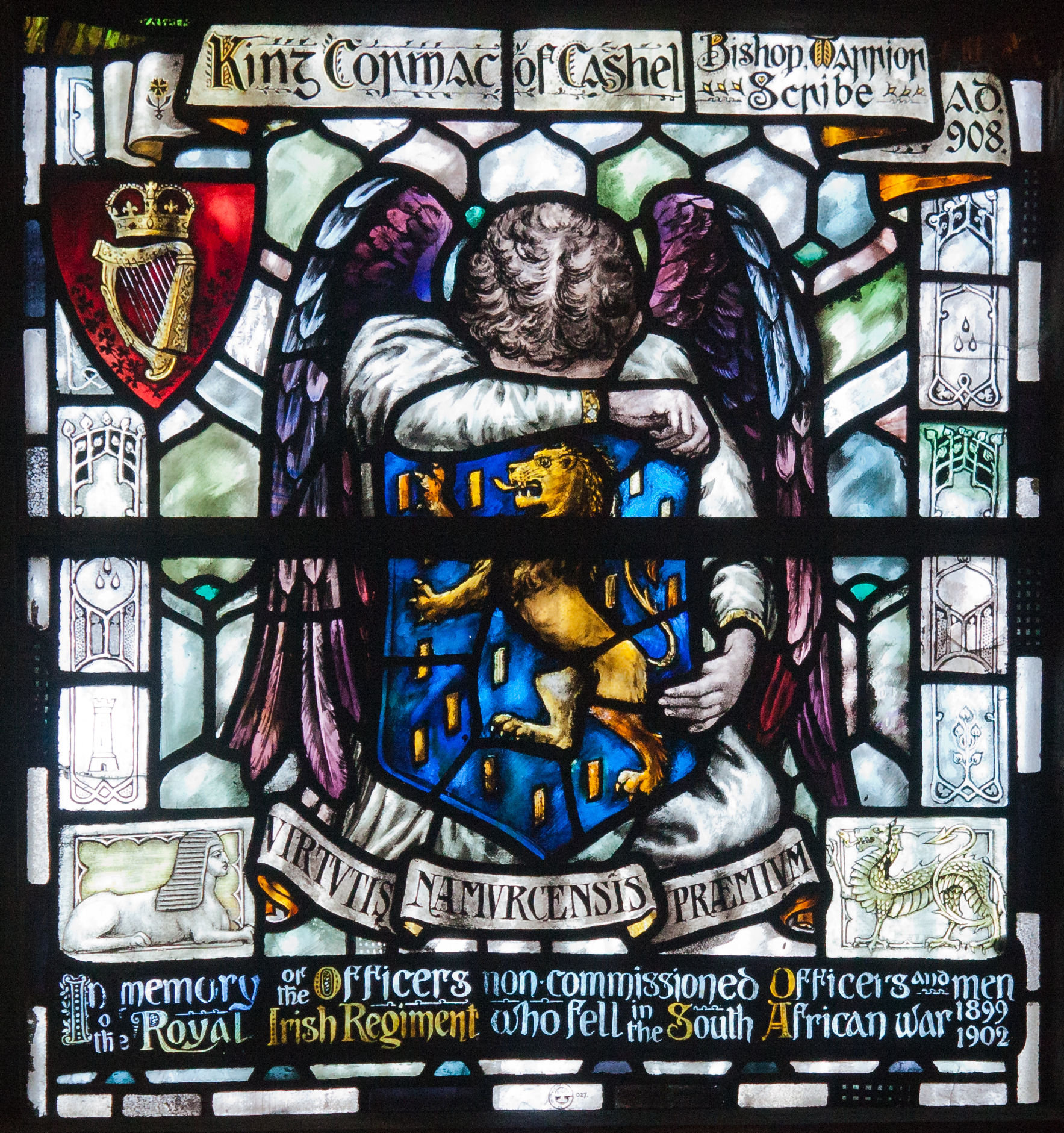
Un'altre rappresentazione alla tavola vetrata dedicata al re irlandese, sempre alla San Patrizio.

Cormac Mac Cuilennáin fu uno studioso, vescovo di Cashel e re del Munster. È l'autore del Glossario di Cormac e del Psalter di Cashel (Salterio di Cashel) che è andato perduto.
Regnò sul Munster da Cashel, nella contea di Tipperary, per sette anni, che vengono considerati come un tempo di pace e prosperità. Tuttavia egli prese ostaggi dal Connacht e dal Mide.

Avrebbe sposato Gormlaith, figlia di Flann Sinna, da cui però divorziò per darsi alla vita ecclesiastica.
Dopo la sua morte fu considerato un santo. Fu molto apprezzato dagli studiosi irlandesi, specialmente da quelli del XVII secolo.